# 야른삭사
야른삭사(고대 노르드어: Járnsaxa /jɑrnˈsæksə/→철로 만든 칼)는 북유럽 신화에 나오는 요툰이다. 스노리 스투를루손의 《신 에다》에 따르면 그녀는 토르의 애인이라고 한다. 토르와의 사이에서 마그니를 낳았다. 《고 에다》 중 〈힌들라의 시〉에서는 헤임달의 아홉 어미 중 한 명의 이름으로 야른삭사가 언급된다.

## 참고 자료
- Orchard, Andy (1997). Dictionary of Norse Myth and Legend. Cassell. ISBN 0-304-34520-2